# Rio Gliguţa
O Rio Gliguţa é um rio da Romênia, afluente do Doamna, localizado no distrito de Neamţ.